# Rio Crapcea
O Rio Crapcea é um rio da Romênia, afluente do Taiţa, localizado no distrito de Tulcea.